# Namangan Women's Tournament 2012
Il Namangan Women's Tournament 2012 è stato un torneo di tennis facente parte della categoria ITF Women's Circuit nell'ambito dell'ITF Women's Circuit 2012. Il torneo si è giocato a Namangan in Uzbekistan dal 16 al 23 aprile 2012 su campi in cemento e aveva un montepremi di $25,000.

## Vincitori

### Singolare
Ol'ga Alekseevna Pučkova ha battuto in finale  Donna Vekić con il punteggio di 3–6, 6–3, 6–2

### Doppio
Oksana Kalašnikova /  Marta Sirotkina hanno battuto in finale  Naomi Broady /  Paula Kania con il punteggio di 6–2, 7–5